# Сніданок з 1+1
«Сніданок з 1+1» — ранкове шоу телеканалу «1+1» виробництва «1+1 Media». Програма триває чотири години і є найдовшим в Україні ранковим шоу у прямому ефірі.

## Історія
Перший випуск «Сніданку з 1+1» глядачі побачили 31 березня 1997 року.
За багаторічну історію програми тут встигли попрацювати Ганна Безулик, Костянтин Грубич, Юрій Макаров, Юрій Горбунов, Данило Яневський, Анатолій Єрема, Павло Прядко, Тетяна Непиталюк, Марічка Падалко, Лідія Таран, Олексій Нагрудний, Анатолій Анатоліч, Марина Леончук та інші українські телеведучі. Програма неодноразово змінювала пріоритети — від новинного блоку до розважальної складової.
З 2 квітня 2016 по 31 грудня 2023 року в ефір виходила програма «Сніданок. Вихідний», ведучими якої були Олександр Попов та Валентина Хамайко.
З серпня 2010 року шоу виходить у новому форматі у прямому ефірі.
Через повномасштабне вторгнення Росії на Україну, програма виходила одразу на п'ятьох телеканалах: «1+1 Україна», «1+1 International», «2+2», «ТЕТ» та «Бігуді».
«Сніданок. Вихідний» припинив свою роботу, але почав виходити, як «Ранок. Марафон» у марафоні «Єдині новини».

## Команда
З 19 вересня 2017 року «Сніданок з 1+1» ведуть — Руслан Сенічкін, Людмила Барбір, Єгор Гордєєв та Неля Шовкопляс.
Ведучими «Сніданок. Вихідний» стали Олександр Попов та Валентина Хамайко.
Ранкові випуски ТСН у «Сніданку з 1+1» з жовтня 2016 року ведуть по черзі Марічка Падалко та Святослав Гринчук.
Останній випуск вийшов о 6:01 з терміновою новиною про те, що Росія розпочала повномасштабне вторгнення на територію України. Його ведучими стали Марічка Падалко та Єгор Гордєєв.
Ведучими битви зарядок стали Олег Серафин, Ганна Різатдінова та Ксенія Литвинова.

## Формат
«Сніданок з 1+1» подає новини, розваги, корисні поради та інтерв'ю з цікавими гостями у прямому ефірі.
Програма містить декілька ранкових випусків ТСН.
«Сніданок з 1+1» має власну музичну студію, тому в програмі звучить жива музика.
Ведучі підтримують постійний зв'язок з глядачами через соціальну мережу Facebook, Skype та телефон.

## Нагороди
Премія «Телетріумф-2011» у номінації «Найкраща ранкова програма».